# Pogonatum subulatum
Pogonatum subulatum là một loài Rêu trong họ Polytrichaceae. Loài này được (Menzies ex Brid.) Brid. miêu tả khoa học đầu tiên năm 1827.